# Fresnay-le-Long
Fresnay-le-Long är en kommun i departementet Seine-Maritime i regionen Normandie i norra Frankrike. Kommunen ligger i kantonen Tôtes som tillhör arrondissementet Dieppe. År 2022 hade Fresnay-le-Long 333 invånare.

## Befolkningsutveckling
Antalet invånare i kommunen Fresnay-le-Long
| Referens: INSEE |